# Domienti Kułumbiegow
Domienti Sardionowicz Kułumbiegow (ros. Доментий Сардионович Кулумбегов; ur. 4 stycznia 1955 w Tchinali, gmina Gori, Gruzińska SRR) – południowoosetyjski polityk. Premier Osetii Południowej od 20 stycznia 2014 (do 2 kwietnia 2014 pełnił funkcję tymczasowego premiera).